# Clover (原田知世のアルバム)
『clover』（クローバー）は、原田知世の通算12作目となるオリジナル・アルバム。1996年5月17日にFOR LIFEよりリリースされた。

## 概要
今作は、1992年のアルバム『GARDEN』からアルバムのプロデュースを担当して来た鈴木慶一のほか、新たにスウェーデンのバンド カーディガンズのプロデューサーとして知られるトーレ・ヨハンソンを迎え、収録曲のうち前半5曲のプロデュースをトーレ・ヨハンソン、後半5曲を鈴木が手掛けた作品となっている。レコーディングは、スウェーデンのスコーネ地方にある都市マルメの中心部にあるタンバリン・スタジオで行われた。
オリジナル曲のほか、先行シングルとしてリリースされ、SUZUKI ″アルト・エポ″ CMソングとして使用された「100 LOVE-LETTERS」のほか、カップリング曲「1 or 8」「Metro」も収録されている。
2018年12月5日には、初となるアナログ盤がライトグリーン・レコード仕様で発売された。

## 収録曲

### CD
| #         | タイトル                             | 作詞           | 作曲                           | 編曲           | 時間  |
| --------- | ------------------------------------ | -------------- | ------------------------------ | -------------- | ----- |
| 1.        | 「Metro」                            | 北田かおる     | Tore Johansson, Lynette koyana | Tore Johansson | 3:08  |
| 2.        | 「1 or 8」                           | 鈴木博文       | Tore Johansson                 | Tore Johansson | 4:19  |
| 3.        | 「20世紀の愛のようなはかないあの歌」 | 原田知世       | Tore Johansson                 | Tore Johansson | 2:49  |
| 4.        | 「Happier Than Marmalade」           | Lynette koyana | Tore Johansson                 | Tore Johansson | 3:05  |
| 5.        | 「100 LOVE-LETTERS」                 | 鈴木慶一       | 羽場仁志                       | Tore Johansson | 4:22  |
| 6.        | 「世界で一番退屈な日」               | 北田かおる     | 朝井泰生                       | 鈴木慶一       | 5:53  |
| 7.        | 「戸棚の虹」                         | 鈴木慶一       | 朝井泰生                       | 鈴木慶一       | 4:14  |
| 8.        | 「ブーメランのように」               | 鈴木博文       | 羽場仁志                       | 棚谷祐一       | 4:38  |
| 9.        | 「消せない大文字 I LOVE YOU」        | 鈴木慶一       | 坂下正俊                       | 棚谷祐一       | 4:13  |
| 10.       | 「裸足のマリア」                     | 原田知世       | 原田知世                       | 鈴木慶一       | 5:01  |
| 合計時間: | 合計時間:                            | 合計時間:      | 合計時間:                      | 合計時間:      | 41:42 |

## シングル

### 概要
アルバム『clover』からの先行シングルで、原田にとって初めてのマキシシングルとなる。表題曲「100 LOVE-LETTERS」は、SUZUKI ″アルト・エポ″ CMソングとして使用された。トーレ･ヨハンソンのプロデュース作品で、レコーディングはスウェーデンのタンバリン･スタジオで行われた。

### 収録曲
| #         | タイトル             | 作詞       | 作曲                           | 編曲           | 時間  |
| --------- | -------------------- | ---------- | ------------------------------ | -------------- | ----- |
| 1.        | 「100 LOVE-LETTERS」 | 鈴木慶一   | 羽場仁志                       | Tore Johansson | 4:22  |
| 2.        | 「1 or 8」           | 鈴木博文   | Tore Johansson                 | Tore Johansson | 4:19  |
| 3.        | 「Metro」            | 北田かおる | Tore Johansson, Lynette koyana | Tore Johansson | 3:08  |
| 合計時間: | 合計時間:            | 合計時間:  | 合計時間:                      | 合計時間:      | 11:49 |

## 参加ミュージシャン
| Metro - Drums: Rasmus kihlberg - Horns: Jens & Petter Lindgard - Flute: Anders Nordgren - Piano & Vocals: Patrik Bartosch 1 or 8 - Trombone: Jens Lindgard - Flute: Anders Nordgren - Saxophone: Sven Andersson 20世紀の愛のようなはかないあの歌 - Drums: Jan Andersson Happier Than Marmalade - Drums: Rasmus kihlberg - Vocals & Wistling: Ulf Turesson 100 LOVE-LETTERS - Drums: Rasmus kihlberg - Piano: Patrik Bartosch - Flute: Anders Nordgren - Addvocals: Lynette koyana 世界で一番退屈な日 - E. Guitar & A. Guitar: 西村哲也 - Computer Programming: 土岐幸男 - Additional Programming: 鈴木慶一 | 戸棚の虹 - E. Guitar & A. Guitar: 西村哲也 - Computer Programming: 土岐幸男 - Additional Programming: 鈴木慶一 ブーメランのように - Drums: 石坪信也 - Bass: 渡辺等 - E. Guitar: 西村哲也 - Keyboards: 棚谷祐一 - Saxophone: ロベルト小山 - Trumpet: 平田直樹 - Trombone: 小泉邦男 消せない大文字 I LOVE YOU - Drums: 石坪信也 - Bass: 渡辺等 - E. Guitar: 西村哲也 - Keyboards: 棚谷祐一 - Flute: ロベルト小山 裸足のマリア - Drums: 石坪信也 - Bass: バカボン鈴木 - E. Guitar & A. Guitar: 西村哲也 - Hammond Organ, E. Piano: 棚谷祐一 |

## 参考資料
- デビュー40周年！原田知世の魅力を引き出したプロデューサー鈴木慶一の仕事 – Re:minder
- DJ tama's MUSIC WORLD